# Alexander (Arkansas)
Alexander è una città dell'Arkansas che si estende nelle contee di Saline e di Pulaski. Nel censimento del 2010 risultava avere una popolazione di 2 901 abitanti (2.665 nella contea di Saline, 236 in quella di Pulaski), con una densità abitativa di 506,14 abitanti per km².

## Geografia fisica
Alexander ha una superficie totale di 5,73 km², di cui 5,73 km² sono terra e (0%) 0 km² è acqua.

## Società

### Evoluzione demografica
Secondo il censimento del 2010, 2 091 abitanti vivevano in Alexander. La densità di popolazione era di 506,14 ab./Km². Dei 2 901 abitanti, Alexander era composta da 68,01% bianchi, 13,06% erano afroamericani, 0,59% eraro nativi americani, 0,62% erano asiatici, 0% erano delle isole del Pacifico, il 15,13% da altre razze, e 2,59 % da due o più razze.